# Angelo António (judoka)
Angelo António (16 de agosto de 1986) es un deportista angoleño que compitió en judo.
Ganó una medalla de plata en los Juegos Panafricanos de 2011 y dos medallas de bronce en el Campeonato Africano de Judo, en los años 2010 y 2011.

## Palmarés internacional
| Juegos Panafricanos | Juegos Panafricanos | Juegos Panafricanos | Juegos Panafricanos |
| Año                 | Lugar               | Medalla             | Categoría           |
| ------------------- | ------------------- | ------------------- | ------------------- |
| 2011                | Maputo (Mozambique) | Medalla de plata    | –81 kg              |
| Campeonato Africano |                     |                     |                     |
| Año                 | Lugar               | Medalla             | Categoría           |
| 2010                | Yaundé (Camerún)    | Medalla de bronce   | –81 kg              |
| 2011                | Dakar (Senegal)     | Medalla de bronce   | –81 kg              |